# Leptocyclopodia planiseta
Leptocyclopodia planiseta är en tvåvingeart som beskrevs av Maa 1966. Leptocyclopodia planiseta ingår i släktet Leptocyclopodia och familjen lusflugor. Inga underarter finns listade i Catalogue of Life.